# هلموت کاهل
هلموت کاهل (آلمانی: Helmuth Kahl; ۱۷ فوریهٔ ۱۹۰۱ – ۲۳ ژانویهٔ ۱۹۷۴) ورزشکار پنج‌گانه مدرن اهل آلمان بود.
وی در مسابقات کشوری و بین‌المللی در مجموع برندهٔ ۱ مدال برنز شده‌است.